# Air Berlin
Air Berlin bio je drugi po veličini zračni prijevoznik u Njemačkoj, nakon Lufthanse, te sedmi po veličini u Europi po broju prevezenih putnika. Letio je na više od 170 destinacija na Mediteranu, Madeiri, Kanarskim otocima, sjeveru Afrike, jugoistočnoj Aziji, Karibima i Amerikama. Tvrtka je bila član udruženja Oneworld te posjedovala podružnice Belair, Niki i LGW.
U ožujku 2007. Air Berlin grupacija preuzela je zračnog prijevoznika LTU, te pripoila dio zrakoplova.
Većinski vlasnik tvrtke je bila Air Berlin grupacija, a u prosincu 2012. Etihad Airways je kupio 29,21% udjela u Air Berlinu. Tvrtka je u prosincu 2012. imala 9.284 zaposlenih, a iste godine su prevezli preko 33,3 milijuna putnika.
Krajem rujna 2017. tvrtka je proglasila insolventnost, kako bi ubrzo nakon toga ušla u stečaj te ugasila sve svoje zračne linije prvo prekooceanske, tako i domaće. Službeno je 28. listopada 2017. godina, tvrtka Air Berlin prestala s operacijama zadnjim letom na trasi München - Berlin. Nekoliko tisuća radnika, te dio flote će preuzeti Lufthansa, nacionalni zračni prijevoznik.

## Flota
Flota Air Berlina se prije insolventnosti sastojala od 119 letjelica tipova Airbus, Boeing i Bombardier. Njemački nacionalni zračni prijevoznik Lufthansa će prenijeti dio zrakoplova u svoju flotu, a ostatak će biti vraćen najmodavcima.

### Razvoj flote
Tijekom godina Air Berlin je u svojoj floti imao sljedeće zrakoplove:

## Poslovni rezultati
|                                   | 2003. | 2004. | 2005.  | 2006. | 2007. | 2008. | 2009. | 2010.  | 2011.  | 2012.  |
| --------------------------------- | ----- | ----- | ------ | ----- | ----- | ----- | ----- | ------ | ------ | ------ |
| Prihodi (€m)                      | 863   | 1.034 | 1.215  | 1.575 | 2.537 | 3.401 | 3.240 | 3.850  | 4.227  | 4.312  |
| Dobit (€m)                        | 36,7  | -2,9  | -115,9 | 40,1  | 21,0  | -75,0 | -9,5  | -106,3 | -420,4 | 6,8    |
| Broj zaposlenih                   | 1.956 | 2.146 | 2.764  | 4.108 | 8.360 | 8.311 | 8.278 | 8.900  | 9.113  | 9.284  |
| Broj putnika (mil.)               | 10,0  | 12,1  | 17,5   | 19,7  | 27,9  | 28,6  | 27,9  | 34,9   | 35,3   | 33,3   |
| Faktor pounjenosti (%)            | 76,7  | 79,5  | 75,2   | 75,3  | 77,2  | 78,4  | 77,3  | 76,5   | 78,2   | 79,8   |
| Broj zrakoplova (na kraju godine) | 46    | 47    | 79     | 117   | 124   | 125   | 152   | 169    | 170    | 155    |
| Bilješke/izvori                   |       |       |        | [ 4 ] | [ 5 ] | [ 6 ] | [ 7 ] | [ 8 ]  | [ 9 ]  | [ 10 ] |